# Il sangue dei templari
Il sangue dei templari (Das Blut der Templer) è un film per la televisione del 2004 diretto da Florian Baxmeyer e interpretato da Mirko Lang, Harald Krassnitzer, Catherine Flemming, Alicja Bachleda-Curus e Oliver Masucci.
Quando è stato mandato in onda per la prima volta su Italia 1 il film aveva un altro titolo italiano, Il codice dell'eroe.

## Trama
Il 2 luglio 1985 in Francia si sta celebrando il battesimo di un bambino, David. All'improvviso dei cavalieri templari attaccano la chiesa, portando via il bambino alla madre. Il Gran Maestro dei Templari, Robert von Metz, ha il compito di uccidere il neonato ma non ne trova il coraggio. Decide quindi di tenerlo nascosto alla madre e lo porta via.
18 anni dopo David frequenta l'ultimo anno alla Marinfeld International School. Una sera viene invitato ad una festa da Stella, la ragazza per la quale ha un debole. Appena arrivato viene coinvolto in una rissa, e scopre di avere una forza smisurata frantumando, con un solo pugno, la mascella di Frank. Subito dopo David scappa insieme a Stella, che vedendo una ferita alla testa di David insiste per portarlo dal medico. Ma arrivati in infermeria la ferita si è già rimarginata. Questo fatto fa insospettire il medico che spedisce un campione del sangue di David in laboratorio. Dalla sede di un'organizzazione chiamata Priorato di Sion, la madre del bambino della scena iniziale viene a sapere i risultati dell'analisi, e ne deduce che suo figlio è ancora vivo. Manda suo fratello Ares a prelevare David.

La croce simbolo dei Templari che appare in sogno a David

Al collegio padre Quentin, appena saputo della rissa, chiama Robert von Metz che manda alcuni cavalieri a prendere David. David si trova nei giardini con Stella e si stanno baciando, quando vengono interrotti da padre Quentin che porta via David per parlargli. Gli racconta del leggendario conflitto tra cavalieri templari e Priorato di Sion per il possesso del Santo Graal. David allora gli chiede di spiegargli un suo sogno ricorrente, nel quale vede una spada con una croce sopra. Padre Quentin gli dice che è quella del Gran Maestro dell'Ordine templare e la croce è il simbolo dei Cavalieri.
David viene portato via dai Templari, e Ares, arrivato troppo tardi, li segue fino all'aeroporto. Qui c'è un combattimento tra i templari e Ares con i suoi scagnozzi. Alla fine David viene portato via da sua madre e Ares.
Il giorno dopo viene portato da Ares che inizia ad addestrarlo nel combattimento con la spada. Gli racconta che i cavalieri, e anche lui, non possono morire di malattie, ma solo se gli viene tagliata la testa o colpito un organo vitale. Quella sera Lucrezia, la madre, gli rivela che Robert von Metz sta cercando di ucciderlo perché secondo una profezia David sarebbe colui che metterà fine al conflitto, dato che è figlio di un templare e di una priora. Intanto Ares e Shareef vengono mandati da Lucrezia ad uccidere Stella.
Shareef però sbaglia il colpo e Stella viene salvata e portata via da Robert. David, che ha assistito alla scena, viene portato a credere che Robert l'abbia uccisa, e più arrabbiato che mai prepara la sua vendetta. Nel frattempo è diventato molto abile sia con la spada che a mani nude.
Arriva il giorno dell'attacco da parte del Priorato al castello dei Templari. David si fa strada a colpi di spada verso l'interno del castello, dove trova Robert ad aspettarlo. Combattono, ma vengono interrotti da Stella, che rivela a David che Robert è suo padre. Attraverso un passaggio segreto i tre riescono a fuggire dal castello. La battaglia è finita e i templari sono stati sterminati.
David vuole porre fine al conflitto distruggendo il Graal, ma Robert in qualità di Gran Maestro ha il compito di proteggerlo. Insieme decidono di attaccare la sede del Priorato per prendere la Sacra Sindone. Arrivati lì vengono sorpresi dal sistema di allarme. Così Robert decide di sacrificarsi per permettere la fuga a David e Stella. Cede la spada (e l'incarico) del Gran Maestro a David dicendogli di andare da padre Quentin. David riesce a scappare con Stella e arriva al convento di San Vitus dove padre Quentin si è trasferito. Vengono localizzati e raggiunti da Ares, ma riescono a fuggire ancora una volta.
Lucrezia scopre la cripta dei Gran Maestri dei Templari e nella tomba di De Anjou, primo cavaliere templare, trova un anello appartenuto all'imperatore romano Costantino. Scopre così che il Santo Graal si trova a Roma. Nel frattempo David insieme a Stella e Quentin analizza la Sindone, che cela la mappa per raggiungere il Graal. Nell'elsa della spada del Gran Maestro si nasconde la lancia di Longino, che appoggiata sopra la Sindone indica a David che il Graal si trova nelle catacombe sotto San Pietro.
In treno i tre si recano a Roma. Trovano l'ingresso alle catacombe e seguendo la mappa trovata sulla Sindone si trovano in una sala. David trova un buco in una parete, vi inserisce la lancia di Longino e subito si apre un passaggio segreto. A questo punto vengono sorpresi da Lucrezia e Shareef, che li avevano pedinati. David è costretto ad entrare nel passaggio segreto con sua madre. Arrivano in un grande salone e trovano la cassa contenente il Santo Graal. Ma, proprio in quel momento, giunge Ares che vuole il Graal per sé. Ingaggia uno scontro con David e viene sconfitto. David si avvicina al Graal e cerca di distruggerlo, ma la spada si spezza. Il Graal intanto si rivela avere la forma di un bacile di pietra con incisioni. Lucrezia lo attiva versandoci il sangue di David, e con un lampo di luce il Graal si riempie di sangue sgorgato dalle incisioni. Lucrezia beve il sangue, ma poiché non ne era degna muore fra le braccia di David. Quest'ultimo assume il suo ruolo di Gran Maestro e si decide a proteggere il Graal. Lo ricopre con il telo su cui è raffigurata la croce dei Templari. Infine esce dal salone richiudendo il passaggio e si allontana accompagnato da Stella e Quentin.

## Produzione
Le riprese del film sono durate più di sei mesi. Si sono svolte per la maggior parte a Vilnius, in Lituania. Tra le aule dell'università di Vilnius sono state girate le scene ambientate alla scuola di David. Altre scene di interni, tra le quali la sede del Priorato, la tomba dei Cavalieri Templari e le catacombe di Roma, sono state ricostruite negli studi cinematografici alla periferia di Vilnius.
Le scene dell'attacco al castello dei Templari si sono svolte al castello di Trakai, in Lituania. Per la realizzazione del set sono stati innalzati diversi ponteggi in legno e altre costruzioni, per i quali sono stati utilizzate circa 46 tonnellate di materiale da costruzione.
La troupe cinematografica si è spostata anche a Londra, dove ha girato la scena dell'aeroporto.
In Francia, fra Avignon e Vaucluse, sono state ambientate le scene del battesimo di David e del convento di padre Quentin.
Infine a Roma sono state girate le scene degli esterni prima dell'ingresso nelle catacombe. Per la realizzazione di queste ultime riprese la troupe si è appoggiata ad una società di produzione italiana, la GAMP Produzioni.
Alle riprese hanno partecipato 28 stuntmen, la maggior parte dei quali aveva già lavorato in film come Il gladiatore e Titanic. A causa della molteplicità di lingue parlate fra i componenti della troupe (regista tedesco, stuntmen della Repubblica Ceca, tecnici del suono lituani, un'attrice polacca) sono stati ingaggiati molti interpreti.
Per la produzione di questo film sono stati realizzati 600 costumi e 45 spade false. Sono stati versati 35 litri di sangue finto e "inferte" 150 ferite.

## Colonna sonora
L'album contenente la colonna sonora del film è stato pubblicato nel 2004 dall'etichetta tedesca Turbine Schallplatten.

### Tracce
1. Main Theme – 2:56
2. The Temple Master – 3:07
3. Wounded – 3:13
4. Time Has Gone – 4:05
5. Good Night – 7:49
6. The Mall – 6:12
7. Choral – 2:00
8. Mothers Love – 2:27
9. The Castle – 1:45
10. The Master – 2:08
11. Kill David – 8:40
12. The Fight – 4:50
13. The holy Grail – 3:35
14. Healing – 0:57
15. Freak Mode – 2:41
16. Alright – 2:33
17. Strange Love – 3:49

## Distribuzione
È stato distribuito come film per la televisione nei seguenti paesi:
- Germania il 9 dicembre 2004 (Das Blut der Templer)
- Ungheria il 5 aprile 2005 (Das Blut der Templer)
- Italia il 6 dicembre 2005 (Il Sangue dei Templari)
- Francia il 21 dicembre 2005 (Le Sang des Templiers)

Mentre in tutti gli altri paesi il film è stato suddiviso in due puntate, in Italia è andato in onda in un'unica serata su Italia 1.

## Accoglienza
La prima messa in onda italiana del film, ha registrato un indice di ascolto di 3.072.000 telespettatori, circa il 14,87% di share.
Su Internet Movie Database il film ha raggiunto un indice di gradimento di 6/10. I voti più alti si sono avuti da donne sotto i 29 anni. Tra gli uomini il film è più apprezzato dai giovani tra i 18 e i 29 anni. Al contrario i voti più bassi si sono avuti fra gli uomini di 30-44 anni e fra le donne oltre i 55 anni.

## Altri media
Dal film è stato tratto un libro omonimo scritto da Wolfgang Hohlbein. È uscito in Germania in contemporanea con il film nel dicembre del 2004. In Italia il volume è attualmente inedito.
Questo libro è stato poi seguito da un prequel Die Nacht des Sterns (La Notte della Stella) scritto da Wolfgang Hohlbein insieme alla figlia Rebecca Hohlbein.

Oltre al libro è stato pubblicato anche un graphic novel con lo stesso titolo del film e del libro Das Blut der Templer scritto da Michael Vogt con la collaborazione dell'autore del libro, Wolfgang Hohlbein, e disegnato da Simon Eckert.